# San Martín, Tlacoachistlahuaca
San Martín är en ort i Mexiko.   Den ligger i kommunen Tlacoachistlahuaca och delstaten Guerrero, i den sydöstra delen av landet, 290 km söder om huvudstaden Mexico City. San Martín ligger 522 meter över havet och antalet invånare är 340.
Terrängen runt San Martín är huvudsakligen kuperad, men norrut är den bergig. Runt San Martín är det ganska glesbefolkat, med 31 invånare per kvadratkilometer. Närmaste större samhälle är Tlacoachistlahuaca, 12,7 km söder om San Martín. Omgivningarna runt San Martín är huvudsakligen savann.